# Hydraena arenicola
Hydraena arenicola är en skalbaggsart som beskrevs av Perkins 1980. Hydraena arenicola ingår i släktet Hydraena och familjen vattenbrynsbaggar. Inga underarter finns listade i Catalogue of Life.